# Episodi di Al banco della difesa (seconda stagione)
La seconda stagione della serie televisiva Al banco della difesa è andata in onda negli Stati Uniti dal 20 settembre 1968 al 14 marzo 1969 sulla ABC.
| nº | Titolo originale                      | Prima TV USA      | Titolo italiano | Prima TV Italia |
| -- | ------------------------------------- | ----------------- | --------------- | --------------- |
| 1  | In a Puff of Smoke                    | 20 settembre 1968 |                 |                 |
| 2  | Transplant                            | 27 settembre 1968 |                 |                 |
| 3  | The Ends of Justice                   | 4 ottobre 1968    |                 |                 |
| 4  | Punishment, Cruel and Unusual         | 11 ottobre 1968   |                 |                 |
| 5  | The Name of This Game is Acquittal    | 18 ottobre 1968   |                 |                 |
| 6  | The Sound of the Plastic Axe          | 25 ottobre 1968   |                 |                 |
| 7  | The Death Farm                        | 1º novembre 1968  |                 |                 |
| 8  | Weep the Hunter Home                  | 8 novembre 1968   |                 |                 |
| 9  | The Gates of Cerberus                 | 15 novembre 1968  |                 |                 |
| 10 | My Client, the Fool                   | 22 novembre 1968  |                 |                 |
| 11 | Thou Shalt Not Suffer a Witch to Live | 6 dicembre 1968   |                 |                 |
| 12 | A Swim With Sharks                    | 13 dicembre 1968  |                 |                 |
| 13 | The Crystal Maze                      | 27 dicembre 1968  |                 |                 |
| 14 | Borderline Girl                       | 3 gennaio 1969    |                 |                 |
| 15 | Epitaph on a Computer Card            | 10 gennaio 1969   |                 |                 |
| 16 | The Poisoned Tree                     | 17 gennaio 1969   |                 |                 |
| 17 | The Law and Order Blues               | 24 gennaio 1969   |                 |                 |
| 18 | Between the Dark and the Daylight     | 31 gennaio 1969   |                 |                 |
| 19 | Runaway                               | 7 febbraio 1969   |                 |                 |
| 20 | Visitation                            | 14 febbraio 1969  |                 |                 |
| 21 | The Holy Ground (1) - the Killing     | 21 febbraio 1969  |                 |                 |
| 22 | The Holy Ground (2) - the Killers     | 28 febbraio 1969  |                 |                 |
| 23 | An Elephant in a Cigar Box            | 7 marzo 1969      |                 |                 |
| 24 | The View From the Ivory Tower         | 14 marzo 1969     |                 |                 |

## In a Puff of Smoke
- Prima televisiva: 20 settembre 1968
- Diretto da: Richard Colla

### Trama
- Guest star: Jack Ging (Alec Slater), Zalman King (Barry Thurston), Robert Forster (Ray Elliott), Katharine Houghton (Suzy Thurston)

## Transplant
- Prima televisiva: 27 settembre 1968
- Diretto da: Walter Grauman
- Scritto da: William Kelley

### Trama
- Guest star: Richard Bull (Drayton), Teru Shimada (giudice Hara), Ivor Barry (dottor Werther), Phyllis Hill (Iris Overbaugh), Cecile Ozorio (Manulele), Milt Kogan (dottor March), Lloyd Bochner (dottor Stalling), Julie Sommars (Trish Overbaugh), Gilbert Green (dottor Sloat), John Vernon (dottor Christopher Bellew), Dillon Evans (dottor Wetzel), Norman Burton (Roger Helmsman)

## The Ends of Justice
- Prima televisiva: 4 ottobre 1968
- Diretto da: John Llewellyn Moxey

### Trama
- Guest star: Paul Lambert (Belknap), Tom Palmer (Borden), Dabney Coleman (Walter Sims), Bernie Hamilton (Jody Crews), Georg Stanford Brown (Harry Crews)

## Punishment, Cruel and Unusual
- Prima televisiva: 11 ottobre 1968
- Diretto da: Lamont Johnson

### Trama
- Guest star: Walter Mathews (Foley), Jessica Tandy (Helen Wister), Fred Sadoff (professore Stone), James Daly (giudice John Lockhart), Meg Wyllie (Midi Brown), Charles McGraw (Jim Larkin), Cloris Leachman (Louise Lockhart), David Sheiner (D. A. Harry Reed), Linden Chiles (Lew Hopkins), Jim Boles (Motley)

## The Name of This Game is Acquittal
- Prima televisiva: 18 ottobre 1968
- Diretto da: Alexander Singer

### Trama
- Guest star: Pat Crowley (Sharon McNary), Clarke Gordon (Gaylord Flanders), Don Hanmer (dottor Manilus), Oliver McGowan (giudice Danbury), Ralph Montgomery (sergente Hugo), Jackie Searl (Gibson Grant), Virginia Capers (Millie Enfield), Joe Higgins (giudice Christie)

## The Sound of the Plastic Axe
- Prima televisiva: 25 ottobre 1968
- Diretto da: Richard Colla
- Scritto da: James M. Miller

### Trama
- Guest star: Dennis Oliveri (Potato), Robert F. Lyons (Archie Frye), Norman Fell (Harry Green), Peter Haskell (Adam McKee)

## The Death Farm
- Prima televisiva: 1º novembre 1968
- Diretto da: John Llewellyn Moxey
- Scritto da: Robert Lewin

### Trama
- Guest star: Wright King (J. W. Roe), Woodrow Parfrey (Dan Grimes), James Gregory (Orville Guthrie), Arch Johnson (Wirt Jessup), Bobby Johnson (lavoratore), Sara Taft (Mary Washburn), Thom Carney (guardia carceraria), Robert Sorrells (Ron Bishop), Bob Johnson (lavoratore), Bonnie Bedelia (Ellie)

## Weep the Hunter Home
- Prima televisiva: 8 novembre 1968
- Diretto da: Lamont Johnson
- Scritto da: Mel Goldberg, Arthur H. Singer

### Trama
- Guest star: Priscilla Morrill (Miriam Corning), Richard Dreyfuss (Larry Corning), Peter Jason (Don David), Dana Elcar (Champion), Harold Gould (Lawrence Corning)

## The Gates of Cerberus
- Prima televisiva: 15 novembre 1968
- Diretto da: Leo Penn
- Scritto da: John W. Bloch

### Trama
- Guest star: Maidie Norman (Charlene Muller), Jack Donner (Forster), Russell Thorson (giudice), Len Lesser (Rex), Christine Burke (dottor Vera Kern), Sam Wanamaker (Shelly Gould), Philip Bruns (Al Morosco), Martin E. Brooks (Art Barrows), Virginia Vincent (Mrs. Morosco), Stuart Margolin (dottor Heyman), Lee Grant (Kay Gould)

## My Client, the Fool
- Prima televisiva: 22 novembre 1968
- Diretto da: Walter Doniger

### Trama
- Guest star: Jacques Aubuchon (John Morgan), Gregory Morton (giudice Barlock), Arthur Hill (Jim Davis), Dan Ferrone (Mickey Goldsmith), Donna Baccala (Clare Cooper)

## Thou Shalt Not Suffer a Witch to Live
- Prima televisiva: 6 dicembre 1968
- Scritto da: Robert Lewin

### Trama
- Guest star: John Lasell (procuratore Pound), Charles Irving (giudice), Kenneth Tobey (dottor Yale Udall), Richard Hale (dottor Victor Thornton), Patricia Smith (Rita Hopkins)

## A Swim With Sharks
- Prima televisiva: 13 dicembre 1968
- Diretto da: Jud Taylor
- Scritto da: Barry Oringer

### Trama
- Guest star: Douglas Henderson (giudice Martin), Sydney Smith (giudice Marks), Pamela Dunlap (Patty Hume), Jonathan Lippe (Jimmy Kelp), William Wintersole (Matthews), Fleurette Carter (Evie), Val Avery (John Rowan), Simon Oakland (Lawrence McNamara), Gerald S. O'Loughlin (Ernie Jenkins), Hagan Beggs (Alex Grier)

## The Crystal Maze
- Prima televisiva: 27 dicembre 1968
- Diretto da: John Erman
- Scritto da: John W. Bloch

### Trama
- Guest star: Doreen McLean (infermiera), Brian Bedford (Eric Wright), Barry Russo (tenente Day), Bill Quinn (dottor McClay), Margaret Leighton (Mary Wright), Mary Gregory (dottor Pat Swain), Carrie Snodgress (Eileen), Dabbs Greer (Lebow)

## Borderline Girl
- Prima televisiva: 3 gennaio 1969
- Diretto da: Boris Sagal

### Trama
- Guest star: Jay C. Flippen (giudice Kramer), Sandy Kenyon (sergente Shanley), Brooke Bundy (Eileen Kane), Michael Larrain (Ronald Stillman), Geraldine Brooks (Cassie Gordon)

## Epitaph on a Computer Card
- Prima televisiva: 10 gennaio 1969
- Diretto da: Leo Penn
- Scritto da: E. Arthur Kean

### Trama
- Guest star: Don Porter (Frank Vinton), William Daniels (Harvey Stratton), Jacqueline Scott (Beth Stratton), Peter Donat (Sid Degraft)

## The Poisoned Tree
- Prima televisiva: 17 gennaio 1969
- Diretto da: Leo Penn
- Soggetto di: Tina Pine, Lester Pine

### Trama
- Guest star: Jan Burrell (donna della sicurezza), Wayne Heffley (Psychologist), Dick Anders (detective), Steve Gravers (detective), Nellie Burt (testimone), Bruce Kirby (Arthur Kelly), Sid Conrad (Gray), Stephen Roberts (giudice Hammill), Lonny Chapman (procuratore Martin), Melissa Murphy (Pamela Peel), Dennis Patrick (Robert Peel), Nancy Wickwire (Agnes Peel), Michael Strong (dottor Crane), Marcelle Fortier (commessa)

## The Law and Order Blues
- Prima televisiva: 24 gennaio 1969
- Diretto da: Leo Penn
- Scritto da: Harold Gast

### Trama
- Guest star: Brock Peters (Marcel Nburo), George Ives (dottor Kornbluth), Ben Alexander (sergente Dan Briggs), Hal Frederick (Ray Hendrix), Morgan Sterne (Charles Fennerman), Dennis Cole (detective Jim Briggs), Howard Duff (sergente Sam Stone)

## Between the Dark and the Daylight
- Prima televisiva: 31 gennaio 1969
- Diretto da: John Erman

### Trama
- Guest star: Louise Latham (Claire Beeton), Lane Bradbury (Penny Hale), Brad David (Lee Rose), Ron Howard (Phil Beeton), William Sargent (sergente Pope), Harry Townes (dottor Frank Beeton), Ford Rainey (Ed Samuelsen), Kevin Coughlin (Matt Guinn), Clive Clerk (Roy Duer), Richard Anderson (Steve Duer)

## Runaway
- Prima televisiva: 7 febbraio 1969
- Diretto da: Leo Penn
- Scritto da: E. Arthur Kean

### Trama
- Guest star: Jacqueline Scott (Leigh Dawes), Frank Maxwell (sceriffo York), Susan Anspach (Nan Dawes), Jeff Pomerantz (Burt Shelby), George Sperdakos (Cozad), Laurence Haddon (Fumas), James Broderick (Howard Dawes)

## Visitation
- Prima televisiva: 14 febbraio 1969
- Diretto da: Michael O'Herlihy

### Trama
- Guest star: J. Edward McKinley (giudice Stanley), Jay Robinson (Roberts), John McMartin (Don Townsend), Kenneth R. MacDonald (giudice Waylan), Billy McMickle (Jerry Townsend), Elizabeth MacRae (Helen Barrett), Joanna Moore (Barbara Townsend), Gavin MacLeod (Ken Miles), Noam Pitlik (Jack Matcha)

## The Holy Ground - the Killing
- Prima televisiva: 21 febbraio 1969
- Diretto da: Leo Penn
- Scritto da: William Kelley

### Trama
- Guest star: Edward Binns (Ambrose Liston), John Zaremba (giudice Pritchard), Joanne Linville (Paula Miles), John Dehner (Byron Shellenbach), Ronald Feinberg (Liam Beale), Gerald Hiken (dottor LaSalle), Richard Kiley (Barnaby Cutler)

## The Holy Ground - the Killers
- Prima televisiva: 28 febbraio 1969
- Diretto da: Leo Penn
- Scritto da: William Kelley

### Trama
- Guest star: Richard Kiley (Barnaby Cutler), John Zaremba (giudice Pritchard), John Dehner (Byron Shellenbach), Edward Binns (Ambrose Liston), Ronald Feinberg (Liam Beale), Gerald Hiken (dottor LaSalle), Joanne Linville (Paula Miles)

## An Elephant in a Cigar Box
- Prima televisiva: 7 marzo 1969
- Diretto da: Charles S. Dubin
- Scritto da: Robert Lewin

### Trama
- Guest star: Patricia Stich (Ethel), Gerald York (Raitt), Paul Henreid (Emile Grooteman), Hanna Landy (Beatrice Grooteman), Charles Grodin (procuratore Tom Durant)

## The View From the Ivory Tower
- Prima televisiva: 14 marzo 1969
- Diretto da: Leo Penn

### Trama
- Guest star: Lisabeth Hush (Betty), Al Freeman, Jr. (Jones), Simon Scott (Chancery), Dennis Weaver (Robert Beardsley), Tyne Daly (Sandy), Ivor Francis (Macauley), Les Tremayne (Presidente Università)